# Jimmy Adamson
James „Jimmy“ Adamson (* 4. April 1929 in Ashington; † 8. November 2011 in Nelson) war ein englischer Fußballspieler und -trainer. Als rechter Außenläufer war er 17 Jahre Aktiver und Mitglied der Meistermannschaft von 1960 des FC Burnley. Er bestritt insgesamt 486 Pflichtspiele und in der ersten Hälfte der 1970er-Jahre war er Cheftrainer der „Weinroten“.

## Sportlicher Werdegang

### Spielerlaufbahn
Adamson wurde in der nordostenglischen Bergarbeiterstadt Ashington geboren, die auch andere berühmte Fußballer – darunter Jackie Milburn sowie die Brüder Bobby und Jack Charlton – hervorbrachte. Er arbeitete kurz in der Mine, aber es dauerte nicht lange, bevor es ihn von den heimischen East Chevington Juniors zum FC Burnley verschlug. Dort unterzeichnete er als 17-Jähriger im Januar 1947 einen Profivertrag, aber bis zu seinem Debüt dauerte noch bis Februar 1951. In den verbleibenden Partien der Saison 1950/51 absolvierte er vierzehn Einsätze auf der Position des rechten Außenläufers. Er war auch im weiteren Verlauf seiner Karriere dort angesiedelt. Zwar war sein Spiel selten als spektakulär zu bezeichnen, aber mit seiner Zweikampf- und Kopfballstärke zeichnete er sich durch große Verlässlichkeit aus. Er harmonierte sehr gut auf der rechten Seite mit dem nordirischen Halbstürmer Jimmy McIlroy und auch abseits des Platzes waren die beiden gute Freunde.
Während der Meistersaison 1959/60 war Adamson Mannschaftskapitän und er fehlte in keinem einzigen Spiel auf dem Weg zum Erfolg. Im Jahr darauf feierte der Verein im europäischen Landesmeisterwettbewerb einen Achtungserfolg mit einem Sieg gegen den zweimaligen Finalisten Stade Reims, der 1956 und 1959 erst vom späteren Titelträger Real Madrid bezwungen werden konnte – der 3:1-Sieg im Hinspiel der nächsten Runde gegen den Hamburger SV reichte dann nicht mehr, da das Rückspiel mit 1:4 verloren ging. In der Saison 1961/62 erreichte Adamson mit seinen Mannen das Endspiel im FA Cup, in dem Burnley Tottenham Hotspur mit 1:3 unterlag. Die guten Leistungen in diesem Jahr führten auch zu seiner Ernennung zu Englands Fußballer des Jahres. Dazu fuhr er mit der englischen Nationalmannschaft zur WM 1962 nach Chile. Hier kam er zwar ebenso wenig zu einem A-Länderspiel-Einsatz wie in seiner gesamten Karriere, aber er diente der Mannschaft als Teil des Betreuerstabs von „Chef“ Walter Winterbottom – er hatte bereits 1957 beim englischen Fußballverband FA die Trainerlizenz erworben.
Nach dem WM-Aus der „Three Lions“ unterbreitete die FA Adamson das Angebot, die Betreuung der Nationalmannschaft zu übernehmen. Adamson lehnte dies ab, da er sich als zu unerfahren einstufte und er zudem noch seine aktive Karriere fortzusetzen plante. So übergab die FA dem späteren Weltmeistertrainer Alf Ramsey die Aufgabe und Adamson absolvierte noch zwei weitere Spielerjahre bis zu seinem Rücktritt im Jahr 1964.

### Trainerkarriere
Unmittelbar nach dem Ende seiner aktiven Laufbahn wurde Adamson Assistent von Trainer Harry Potts. Er war dabei zuständig für die tägliche Arbeit mit Talenten, die nicht selten wie er aus dem englischen Nordosten gescoutet wurden. Burnley war dafür bekannt, keine Topspieler verpflichten zu können und Adamson empfand seine Aufgabe darinliegend, dass er mit einem guten Training aus zweitklassigen Spielern „Stars“ machte. Im Jahr 1970 folgte er Potts als Cheftrainer nach. In seiner ersten vollständigen Saison 1970/71 stieg er dann jedoch als Tabellenvorletzter ab, wobei er dies zwei Jahre später mit dem Wiederaufstieg als Zweitligameister korrigierte. Er hielt den Verein fortan in der höchsten Spielklasse, obwohl er häufig die besten Spieler verkaufen musste, bevor er den Verein im Januar 1976 verließ – kurz darauf ging es für Burnley dann auch wieder abwärts in die Second Division.
Adamsons nächste Trainerstation war in den Niederlanden Sparta Rotterdam. Das Engagement endete aber nach nur einem Monat. Er kehrte nach England zurück und betreute dort ab Dezember 1976 den AFC Sunderland, der in der Saison 1975/76 in die erste Liga aufgestiegen war. Der Start geriet zu einem Desaster und die ersten sieben Ligaspiele gingen torlos verloren. Es folgten zahlreiche Umbauten in der Mannschaft und Neuverpflichtungen. Die Maßnahmen zahlten sich dann auch durch deutlich positivere Ergebnisse aus, aber der Abstieg konnte trotzdem nicht abgewendet werden. Nach dem nervenaufreibenden Kampf um den Klassenerhalt war der Start in die Zweitligasaison mit nur einem Sieg aus zwölf Spielen ernüchternd. Die Leistungen stabilisierten sich danach etwas, aber der Wiederaufstieg wurde auf dem sechsten Rang deutlich verfehlt. Die Dinge entwickelten sich dann zu Beginn der Saison 1978/79 mit nur einer Niederlage aus acht Spielen positiv. Adamson trat danach jedoch als Sunderland-Trainer zurück, um im Oktober 1978 als Nachfolger von Jock Stein das Cheftraineramt beim Erstligisten Leeds United zu übernehmen.
Leeds galt als „schwieriges Pflaster“, da die Erwartungen nach den nicht lange zurückliegenden Erfolgen unter Don Revie groß waren. Adamson schien nach seiner Ankunft auf dem richtigen Weg zu sein, denn neben dem Erreichen des Halbfinals im Ligapokal landete Leeds unter ihm in der Liga auf einem guten fünften Rang (die beste Platzierung in der „Nach-Revie-Ära“), der zur Teilnahme am UEFA-Pokal berechtigte. Die Hoffnungen erfüllten sich aber nicht. Neben dem Toptorjäger John Hawley verließen weitere wichtige Spieler wie Frank Gray und Tony Currie den Verein, während Ersatzverpflichtungen wie Alan Curtis, Wayne Entwistle und Brian Greenhoff enttäuschten. Zunehmend machte sich Unmut im Anhang von Leeds breit und nach einer dürftigen Darbietung beim 0:0 daheim gegen Coventry City konnte laufstarker Protest nur unter Mithilfe der Polizei aufgelöst werden. Adamson harrte dessen ungeachtet über das Saisonende hinweg in seiner Funktion aus; als jedoch auch die folgende Saison 1980/81 schlecht begann und die Fans weiter lautstark murrten, endete Adamsons Zeit in Leeds im September 1980.
Danach hielt sich Adamson komplett von dem Fußballgeschäft fern. Er verbrachte den Rest seines Lebens in Burnley und verstarb im November 2011.

## Titel/Auszeichnungen

### Als Spieler
- Englische Meisterschaft (1): 1960
- Charity Shield (1): 1960 (geteilt)
- Englands Fußballer des Jahres (1): 1962

### Als Trainer
- Charity Shield (1): 1973